# Aphanotrigonella albipes
Aphanotrigonella albipes är en tvåvingeart som beskrevs av Dely-draskovits 1981. Aphanotrigonella albipes ingår i släktet Aphanotrigonella och familjen fritflugor.
Artens utbredningsområde är Mongoliet. Inga underarter finns listade i Catalogue of Life.